# Mycotrupes lethroides
Mycotrupes lethroides is een keversoort uit de familie mesttorren (Geotrupidae). De wetenschappelijke naam van de soort werd in 1837 gepubliceerd door John Obadiah Westwood.